# مؤسسه پلی‌تکنیک علوم پیشرفته
مؤسسه پلی‌تکنیک علوم پیشرفته (به فرانسوی: Institut Polytechnique des Sciences Avancées) یک دانشگاه فرانسوی برای رشته‌های مهندسی هوافضا است که در ایوری-سور-سن و تولوز قرار دارد.

## تاریخچه
این انستیتو در سال ۱۹۶۱ در پاریس ایجاد شد.